# クリスチャン郡 (イリノイ州)
クリスチャン郡（英: Christian County）は、アメリカ合衆国イリノイ州の中央部に位置する郡である。2010年国勢調査での人口は34,800人であり、2000年の35,372人から1.6％減少した。郡庁所在地はテイラービル市（人口11,246人）であり、同郡で人口最大の都市でもある。
クリスチャン郡はその全体でテイラービル小都市圏を構成している。

## 歴史
クリスチャン郡は1839年2月15日にサンガモン郡、モンゴメリー郡、シェルビー郡の一部を合わせて設立された。郡名はケンタッキー州クリスチャン郡から採られた。

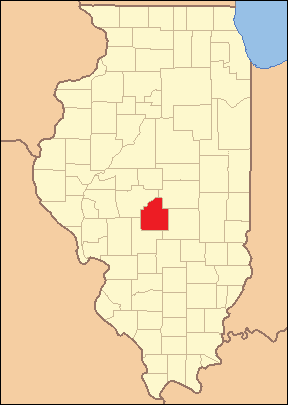
1839年創設時の郡領域、現在まで変わっていない

## 地理
アメリカ合衆国国勢調査局に拠れば、郡域全面積は715.64平方マイル (1,853.5 km2)であり、このうち陸地709.38平方マイル (1,837.3 km2)、水域は6.26平方マイル (16.2 km2)で水域率は0.87％である。

### 主要高規格道路
- アメリカ国道51号線
- イリノイ州道16号線
- イリノイ州道29号線
- イリノイ州道48号線
- イリノイ州道104号線

### 隣接する郡
- メイコン郡 - 北東
- シェルビー郡 - 南東
- モンゴメリー郡 - 南西
- サンガモン郡 - 北西

## 気候と気象
近年、郡庁所在地であるテイラービル市の平均気温は1月の16°F (-9 ℃) から7月の86°F (30 ℃) まで変化している。過去最低気温は1994年1月に記録された-23°F (-31 ℃) であり、過去最高気温は1988年8月に記録された104°F (40 ℃) である。月間降水量は1月の1.78インチ (45 mm) から5月の3.77インチ (96 mm) まで変化している。

## 人口動態

2000人口ピラミッド

以下は2000年国勢調査による人口統計データである。
| 基礎データ - 人口: 35,372人 - 世帯数: 13,921 世帯 - 家族数: 9,480 家族 - 人口密度: 19人/km2（50人/mi2） - 住居数: 14,992軒 - 住居密度: 8軒/km2（21軒/mi2） 人種別人口構成 - 白人: 96.34% - アフリカン・アメリカン: 2.14% - ネイティブ・アメリカン: 0.16% - アジア人: 0.37% - 太平洋諸島系: 0.03% - その他の人種: 0.47% - 混血: 0.48% - ヒスパニック・ラテン系: 0.98% 先祖による構成 - ドイツ系：26.7％ - アメリカ人：20.5％ - イギリス系：11.9％ - アイルランド系：10.6％ - イタリア系：6.9％ 言語による構成 - 英語：98.1％ - スペイン語：1.1％ | 年齢別人口構成 - 18歳未満: 24.1% - 18-24歳: 7.6% - 25-44歳: 28.1% - 45-64歳: 23.0% - 65歳以上: 17.2% - 年齢の中央値: 39歳 - 性比（女性100人あたり男性の人口） - 総人口: 99.6 - 18歳以上: 97.3 世帯と家族（対世帯数） - 18歳未満の子供がいる: 30.4% - 結婚・同居している夫婦: 55.3% - 未婚・離婚・死別女性が世帯主: 9.1% - 非家族世帯: 31.9% - 単身世帯: 21.3% - 65歳以上の老人1人暮らし: 14.7% - 平均構成人数 - 世帯: 2.41人 - 家族: 2.94人 収入と家計 - 収入の中央値 - 世帯: 36,561米ドル - 家族: 43,342米ドル - 性別 - 男性: 32,344米ドル - 女性: 22,522米ドル - 人口1人あたり収入: 17,937米ドル - 貧困線以下 - 対人口: 9.5% - 対家族数: 6.5% - 18歳未満: 13.4% - 65歳以上: 10.2% |

## 郡区
クリスチャン郡は下記17の郡区に分割されている。
| - アサンプション - ベアクリーク - バックハート - グリーンウッド - ジョンソン - キング | - ロカスト - メイ - モスキート - マウントオーバーン - パナ - プレーリートン | - リックス - ロザモンド - サウスフォーク - ストーニントン - テイラービル |

## 都市と町

### 都市
- アサンプション
- パナ
- テイラービル - 郡庁所在地

### 村
| - ブルピット - エディンバーグ - ハーベル（北東半分） - ジェイジービル - キンケイド - モリソンビル | - マウントオーバーン - モウィーカ（西4分の1） - オワネコ - パーマー - ストーニントン - トビー |

### 未編入の町
| - クラークスデール - ダンケル - ヒューイッツビル - ラングレービル - ミラーズビル | - オールドストーニントン - ラドフォード - ロザモンド - シャープスバーグ - ウィリーステーション |

## 著名な出身者
- ジョン・コーザイン - ニュージャージー州元知事、ウィリーステーションの住人だった